# Gaia Scodellaro
Gaia Scodellaro (Napoli, 15 luglio 1985) è un'attrice e ballerina italiana.

## Biografia
Figlia di un ex modello napoletano e di Karen Ford, ballerina afroamericana, dopo dieci anni nel capoluogo partenopeo, si è trasferita a New York. Fortemente influenzata dalle doti ballerine della madre, studia canto, recitazione e danza. Nel 2005 torna a Napoli e inizia con le prime esperienze in questi campi. Nel 2009 a Berlino debutta con il Burlesque dal titolo Ambrosia. Dal 2010, è in televisione con vari ruoli, da Cugino & cugino alla web serie Stuck - The Chronicles of David Rea. Il vero successo arriva con la soap opera CentoVetrine, dove interpreta il ruolo di Frida Baroni. Nel 2013 gira il film Un'insolita vendemmia con gran parte del cast della soap. Nello stesso anno con Marco Bocci gira Watch Them Fall. Nel 2014 ha all'attivo altri due progetti: l'episodio pilota di una nuova web serie dal titolo Vera Bes e una puntata della web serie Duelli - Dirsi addio.
Nel 2022 è nel cast della serie That Dirty Black Bag nel ruolo di Lara e nel 2023 nel film statunitense, ambientato in Italia, The Equalizer 3 - Senza tregua di Antoine Fuqua.

## Filmografia

### Cinema
- Come non detto, regia di Ivan Silvestrini (2012)
- Un'insolita vendemmia, regia di Daniele Carnacina (2013)
- Andròn: The Black Labyrinth, regia di Francesco Cinquemani (2015)
- Watch Them Fall, regia di Kristoph Tassin (2016)
- Promises, regia di Amanda Sthers (2021)
- State of Consciousness, regia di Markus Stokes (2022)
- The Equalizer 3 - Senza tregua (The Equalizer 3), regia di Antoine Fuqua (2023)

### Televisione
- Cugino & cugino, regia di Vittorio Sindoni – episodio 1x11 (2011)
- Horror vacui – miniserie TV (2013)
- CentoVetrine – soap opera (2013)
- Le mani dentro la città – serie TV (2014)
- Squadra antimafia - Palermo oggi – serie TV, episodi 6x05-6x07 (2014)
- Le tre rose di Eva 3, regia di Raffaele Mertes – serie TV (2015)
- You, Me and the Apocalypse – serie TV (2015)
- Livstid – serie TV, 1 episodio (2020)
- That Dirty Black Bag – serie TV, 6 episodi (2022)
- Signora Volpe – serie TV, episodio 1x01 (2022)
- Piedone - Uno sbirro a Napoli, regia di Alessio Maria Federici – miniserie TV (2024)

### Web
- Stuck - The Chronicles of David Rea (2012)
- Vera Bes (2014)
- Duelli - Dirsi addio (2014)

## Teatrografia
- Keep Your Head to the Sky
- Voices of Wisdom
- Cinderella... Sort of
- Spettacolo al Teatro Mediterraneo Black and White
- Ambrosia: An evening of Lifestyle